# Bounce (film)
Bounce è un film del 2000 diretto da Don Roos, con protagonisti Ben Affleck e Gwyneth Paltrow. In italia è uscito il 21 settembre 2001. 

## Trama
Aeroporto di Chicago, antivigilia del Natale 1999. Una bufera di neve provoca ritardi e cancellazioni di voli, tenendo bloccati migliaia di passeggeri: fra loro Buddy Amaral, un giovane single di Los Angeles, pubblicitario di successo, reduce dalla chiusura di un grosso contratto con la compagnia aerea Infinity Airlines, che gli ha fornito un biglietto omaggio per tornare a casa. 
Estroverso per natura e per lavoro, al bar fa la conoscenza di Mimi Prager, giovane e avvenente donna di Dallas che ha appena seguito e registrato con videocamera una conferenza medica; e di Greg Janello, autore televisivo e commediografo diretto anch'egli a Los Angeles. Questi, fra una battuta e una videoregistrazione,  racconta ai due occasionali interlocutori del difficile periodo con la moglie Abby e i loro due bambini, per via della lontananza da casa. Buddy, colpito dalla storia e desideroso di dargli una mano, decide di cedergli il biglietto appena appreso che il proprio aereo sarà l'ultimo a partire per L. A. in serata, mentre quello di Greg, successivo, è stato cancellato. Per fare ciò approfitta dell'amicizia con un'assistente di volo Infinity, cui chiede di lasciare imbarcare Greg derogando dai controlli di sicurezza, affinché l'uomo possa raggiungere al più presto la famiglia, mentre lui e Mimi trascorreranno la notte insieme nell'albergo dell'aeroporto. 
La mattina seguente, Buddy si sveglia apprendendo una terribile notizia: l'aereo sul quale era a bordo Greg (e che avrebbe dovuto prendere lui) è precipitato senza nessun sopravvissuto; tornato a casa resta vittima dei sensi di colpa diventando un alcolista.
Un anno dopo l'incidente (dopo un periodo in clinica), Buddy decide di andare a conoscere Abby, la vedova di Greg, come parte del suo dodecalogo di regole per la disintossicazione. Incontratala evita di accennare al fatto di aver conosciuto il marito e l'aiuta nel suo lavoro di consulente immobiliare; nonostante le piccole bugie della donna e la ritrosia di Buddy i due si innamorano, si amano e passano un weekend in un parco acquatico con i figli di lei. Il giorno dopo Mimi, ritrovata la videocassetta girata con Greg all'aeroporto, la porta a Abby come testimonianza delle ultime ore di vita del marito, e del fatto che pensasse a lei. Dalla visione della cassetta Abby scopre che Buddy conosceva Greg e la cessione al marito del biglietto dell'aereo precipitato: sconvolta dal fatto lascia Buddy che, salutati i bambini, esce dalla casa e dalla vita di lei.
Solo dopo un processo che vede l'uomo come testimone (nel quale alcuni parenti delle vittime citano la Infinity Airlines per scarsa osservanza delle norme di sicurezza), si rende conto dei reali sensi di colpa di Buddy, e che il donare il suo biglietto a Greg era stato un atto di generosità e di aiuto nei confronti di uno sconosciuto, come il voler aiutare Abby era un modo per ripagare la colpa che sentiva. Dopo la sua deposizione, Buddy si licenzia dal lavoro (avendo fatto perdere alla sua agenzia la compagnia aerea come cliente), ma Abby si riavvicina a lui.

## Colonna sonora
Una sequenza del film - quella in cui i due protagonisti hanno il loro primo appuntamento allo stadio dove giocano i Dodgers - è accompagnata da Here with Me, primo singolo di successo di Dido.

## Riconoscimenti
- 2001 - Blockbuster Entertainment Awards: 
  - Miglior attore in un film drammatico/romantico (Ben Affleck)
  - Miglior attrice in un film drammatico/romantico (Gwyneth Paltrow)